# Paper Heart
Paper Heart é um filme norte-americano de 2009 estrelado por Charlyne Yi e Michael Cera, como versões fictícias de si mesmos e com base em seus rumores de relacionamento.

## Sinopse
O filme segue Charlyne Yi, ela embarca em uma viagem pela América para fazer um documentário sobre o único assunto que ela não entende: o amor. Na viagem, ela e seu amigo (e diretor de pesquisa Nick) procuram juntos respostas e conselhos sobre o amor, Charlyne conversa com cientistas, motociclistas, escritores de romances e crianças. Cada um oferece diversos pontos de vista sobre o romance moderno, bem como várias respostas para a velha questão: o verdadeiro amor realmente existe?
Pouco tempo depois de começa a filmar, Charlyne Yi encontra um menino: Michael Cera. Sua relação se desenvolve em frente as câmeras, enquanto ela busca descobrir a natureza do amor.

## Elenco
- Charlyne Yi como ela mesma
- Michael Cera como ele mesmo
- Jake Johnson como Nicholas Jasenovec